# Republikańska Lewica Katalonii
Republikańska Lewica Katalonii (katal. Esquerra Republicana de Catalunya, ERC) – centrolewicowa nacjonalistyczna i demokratyczno-socjalistyczna partia polityczna postulująca niepodległość Katalonii z ziem należących do Hiszpanii i Francji. Utworzona w 1931, nielegalna w latach 1939–1975 za rządów generała Franco, od 2003 członek trójpartyjnej koalicji rządzącej Katalonią.

## Polityczne pryncypia
Na XIX Kongresie partyjnym w 1993 ERC przyjęła dokument programowy, który obowiązuje do dziś. Organizuje on działalność partyjną w trzech obszarach: esquerra (kultywowanie ideałów lewicowych podczas debaty politycznej), república (opowiadanie się za republikańskim ustrojem państwa w opozycji do monarchii konstytucyjnej, jaką jest obecnie Hiszpania) i Catalunya (dążenie do niepodległości Katalonii).

## Historia
Pod przywództwem Francesca Macii w 1931 partia zadeklarowała niepodległość Republiki Katalońskiej, co nie zgadzało się jednak z postanowieniami nowej konstytucji Drugiej Republiki Hiszpanii. W 1934 partia pod przywództwem Lluísa Companysa ponownie ogłosiła niepodległość Katalonii, jednakże w ramach „Hiszpańskiej Federacji” zaproponowanej przez Companysa. Była to reakcja na wejście prawicowych ministrów do rządu Republiki. Jednakże liderzy partyjni (Companys także) i cały skład rządu katalońskiego (Generalitat) zostali zaaresztowani, a specjalna autonomia Katalonii została zawieszona do 1936. W 1936 ERC postanowiła wejść w skład Hiszpańskiego Frontu Ludowego, aby w ten sposób wziąć udział w wyborach, które Front wygrał. Esquerra stała się jego wiodącym elementem w Katalonii próbując jednocześnie zachować jego jedność w obliczu narastających sprzeczności pomiędzy POUM i komunistami. ERC została zdelegalizowana (wraz z innymi członkami Frontu Ludowego) przez generała Francisco Franco po tym, jak doszedł on do władzy w 1939. Companys został aresztowany przez niemieckich agentów na terenie Vichy, sprowadzony do Francji i rozstrzelany w 1940.

## Przewodniczący Esquerra Republicana de Catalunya
1. Francesc Macià i Llussà (1931–1933)
2. Lluís Companys i Jover (1933–1935)
3. Carles Pi i Sunyer (1933–1935)
4. Lluís Companys i Jover (1936–1940)
5. Heribert Barrera i Costa (1993–1995)
6. Jaume Campabadal i Farré (1995–1996)
7. Jordi Carbonell i de Ballester (1996–2004)
8. Josep-Lluís Carod-Rovira (2004–2008)
9. Joan Puigcercós i Boixassa (2008–2011)
10. Oriol Junqueras i Vies (od 2011)

## Sekretarze Generalni ERC
1. Joan Lluís Pujol i Font (marzec 1931 – kwiecień 1931)
2. Josep Tarradellas i Joan (kwiecień 1931 – marzec 1932)
3. Joan Tauler i Palomeras (marzec 1932 – brak danych)
4. Josep Tarradellas i Joan (1938–1957)
5. Joan Sauret i Garcia (1957–1959)
6. Heribert Barrera i Costa (1976–1987)
7. Joan Hortalà i Arau (1987–1989)
8. Àngel Colom i Colom (1989–1996)
9. Josep-Lluís Carod-Rovira (1996–2004)
10. Joan Puigcercós i Boixassa (2004–2008)
11. Joan Ridao i Martín (2008–2011)
12. Marta Rovira i Vergés (od 2011)